# 68e corps d'armée (Allemagne)
Pour l’article homonyme, voir 68e corps d'armée russe.
Le 68e corps d'armée (en allemand : LXVIII. Armeekorps) était un corps d'armée de l'armée de terre allemande: la Heer au sein de la Wehrmacht pendant la Seconde Guerre mondiale.

## Hiérarchie des unités
| Nom                                        | Nbre d'hommes       | Unités subalternes                | Grade de commandement                 |
| ------------------------------------------ | ------------------- | --------------------------------- | ------------------------------------- |
| La Heer se subdivise en « Heeresgruppen »: |                     |                                   |                                       |
| Heeresgruppe                               | + 300 000           | 2 à + Armeen (Armées)             | Generaloberst ou Generalfeldmarschall |
| Armee                                      | + 100 000 - 300 000 | 2 à + Armeekorps (Corps d'armées) | General ou Generaloberst              |
| Armeekorps                                 | + 30 000 - 80 000   | 2 à + Divisionen (Division)       | Generalleutnant ou General            |
| Division                                   | + 10 000 – 20 000   | 2 à 6 Brigaden (Brigade)          | Generalmajor ou Generalleutnant       |
| Brigade                                    | + 3 000 – 5 000     | jusqu'à 3 Regimentern (Régiment)  | Oberst ou Generalmajor                |

## Historique
Le 68e corps d'armée allemand est formé le 30 septembre 1942 dans les Balkans à partir du Generalkommando z.b.V. LXVIII, lui-même formé le 23 septembre 1942 à partir du Sonderstab F.

## Organisations

### Commandants successifs
| Date                                  | Grade                      | Commandant               |
| ------------------------------------- | -------------------------- | ------------------------ |
| 23 septembre 1942 - 1er décembre 1944 | General der Flieger        | Hellmuth Felmy           |
| 1er décembre 1944 - 27 janvier 1945   | General der Infanterie     | Friedrich-Wilhelm Müller |
| 27 janvier 1945 - 29 janvier 1945     | Generalleutnant            | Arthur Schwarzenecker    |
| 29 janvier 1945 - 8 mai 1945          | General der Gebirgstruppen | Rudolf Konrad            |

### Chef des Generalstabes
| Date                             | Grade               | Commandant                                   |
| -------------------------------- | ------------------- | -------------------------------------------- |
| 23 septembre 1942 - 10 juin 1944 | Oberst i.G.         | Helmut Görhardt                              |
| 25 octobre 1944-février 1945     | Oberst i.G.         | Freiherr von Varnbühler von und zu Hemmingen |
| 5 février 1945 - ? 1945          | Oberstleutnant i.G. | Hoheisel                                     |

### 1. Generalstabsoffizier (Ia)
| Date                                | Grade      | Commandant  |
| ----------------------------------- | ---------- | ----------- |
| 23 septembre 1942 - 30 octobre 1944 | Major i.G. | Peter Weyer |
| Octobre 1944 - ? 1945               | Major i.G. | Esche       |
| ? 1945 - ? 1945                     | Major i.G. | Reissmann   |

## Théâtres d'opérations
- Balkans et Grèce : juillet 1943-septembre 1944
- Yougoslavie : septembre 1944-décembre 1944
  - Opérations anti-partisans en Croatie
  - Opération Kugelblitz (Grenadier-Regiment (mot.) 92)
- Sud de la Hongrie : décembre 1944-mai 1945

### Rattachement d'armées
| Date         | Armée                       | Groupe d'armées     |
| ------------ | --------------------------- | ------------------- |
| 1942         |                             |                     |
| 23 septembre | 1re Panzer Armee            | Groupe d'armées A   |
| 1943         |                             |                     |
| 1er janvier  | 1re Panzer Armee            | Groupe d'armées A   |
| Février      | 4e Panzer Armee             | Groupe d'armées Don |
| Mars         | Détachement d'armée Hollidt | Groupe d'armées Sud |
| Juin         | Groupe d'armées E           | Groupe d'armées F   |
| Septembre    | 11. italienische Armee      | Groupe d'armées F   |
| Octobre      | Groupe d'armées E           | Groupe d'armées F   |
| 1944         |                             |                     |
| Janvier      | Groupe d'armées E           | Groupe d'armées F   |
| Novembre     | 2. Panzerarmee              | Groupe d'armées F   |
| 1945         |                             |                     |
| Janvier      | 2. Panzerarmee              | Groupe d'armées Sud |
| Mai          | 2. Panzerarmee              | OB Südost           |

### Unités subordonnées

#### Unités organiques
- Arko 168
- Korps-Nachrichten-Abteilung 468
- Korps-Nachschubtruppen 468
- Panzerspäh-Kompanie 468

#### Unités rattachées
7 juillet 1943
- 1. Panzer-Division
- 117. Jäger-Division

15 octobre 1943
- 117. Jäger-Division

26 octobre 1943
- 117. Jäger-Division
- 1. Regiment Brandenburg
- 11. Luftwaffen-Feld-Division
- Festungs-Infanterie-Regiment 965

5 novembre 1943
- 1. Regiment Brandenburg
- 117. Jäger-Division
- 1re division de montagne
- 118e division de chasseurs

8. November 1943
- 117. Jäger-Division
- 1. Regiment Brandenburg
- 11. Feld-Division (L)
- Festungs-Infanterie-Regiment 965
- SS-Panzer-Grenadier-Regiment 8

20 novembre 1943
- 117. Jäger-Division
- 1. Regiment Brandenburg
- 11. Feld-Division (L)
- Festungs-Infanterie-Regiment 965

15 avril 1944
- 117. Jäger-Division
- 11. Feld-Division (L)
- 41e division de forteresse

15 juillet 1944
- 117. Jäger-Division
- 11. Feld-Division (L)
- 41e division de forteresse
- SS-Polizei-Gebirgsjäger-Regiment 18

31 août 1944
- 117. Jäger-Division
- 11. Feld-Division (L)
- 41e division de forteresse

16 septembre 1944
- 117. Jäger-Division
- 41e division de forteresse

26 novembre 1944
- 117. Jäger-Division
- 44. Reichs-Grenadier-Division Hoch- und Deutschmeister
- Panzer-Grenadier-Division Brandenburg
- 1re division de montagne
- 31. Freiwilligen-Grenadier-Division
- 13e division de montagne de la Waffen SS Handschar
- Grenadier-Brigade 92 (mot.)

31 décembre 1944
- 71e division d'infanterie
- 44. Reichs-Grenadier-Division Hoch- und Deutschmeister
- 13. Waffen-Gebirgs-Division der SS "Handschar" (kroat. Nr. 1)

21 janvier 1945
- 71e division d'infanterie
- 13e division de montagne de la Waffen SS Handschar

26 janvier 1945
- 71e division d'infanterie
- 13e division de montagne de la Waffen SS Handschar
- 1re division de montagne

1er février 1945
- 71e division d'infanterie
- 13e division de montagne de la Waffen SS Handschar

1er avril 1945
- 71e division d'infanterie
- 13e division de montagne de la Waffen SS Handschar
- 118e division de chasseurs
- 4. Kavallerie-Division

12 avril 1945
- 71e division d'infanterie
- 13e division de montagne de la Waffen SS Handschar
- 297e division d'infanterie

30 avril 1945
- 71e division d'infanterie
- 13e division de montagne de la Waffen SS Handschar
- 118e division de chasseurs

7 mai 1945
- 71e division d'infanterie
- 13e division de montagne de la Waffen SS Handschar
- 118e division de chasseurs

## Sources
- (de) LXVIIIe Armeekorps sur lexikon-der-wehrmacht.de